# Ludwig von Eberstein (Diplomat)
Graf Ludwig von Eberstein (* 1527; † 25. März 1590) war Kaiserlicher Diplomat, später Vertreter der pommerschen Landstände und Herzoglich Pommerscher Rat.

## Familie
Graf Ludwig von Eberstein war der Sohn des Grafen Georg von Everstein (1481–1553) und der Walpurgis, geb. Gräfin Schlick (1500–1575). Er heiratete 1564 Gräfin Anna von Mansfeld († 1583), mit der er neun Kinder hatte, darunter Agnes (1576–1636), ⚭ Ernst VII. von Hohnstein (1562–1593). Stephan Heinrich von Eberstein war sein Bruder.

## Werdegang
Bereits 1534 erhielt von Eberstein die Dompropstei des Stifts Cammin, die er bis 1586 innehatte. Nach fundierter Ausbildung begab er sich 1556 in den diplomatischen Dienst von Kaiser Ferdinand I., wechselte jedoch wegen der Glaubensdivergenz an den Hof des Kurfürsten August von Sachsen. Nach seiner Rückkehr auf seine pommerschen Erbgüter zu Naugard verzichtete er 1559 auf das ihm erteilte Dekanat von Kolberg. 1560 bis 1573 stand er im Dienst der Herzöge Philipp I. und Barnim IX. von Pommern. Er vertrat die Interessen der pommerschen Landstände und war 1567 in der Endphase der Grumbachschen Händel pommerscher Gesandter in das Lager der Fürsten bei Gotha. Nach wirtschaftlichen Problemen auf seinen Gütern wechselte er ins Lager des Herzogs Johann Friedrich von Pommern und konnte sich so trotz des anschließenden Misserfolgs seiner Politik gegen die Landstände sanieren, verstarb jedoch wenig später.